# Rhabdoblatta punkiko
Rhabdoblatta punkiko är en kackerlacksart som beskrevs av Asahina 1967. Rhabdoblatta punkiko ingår i släktet Rhabdoblatta och familjen jättekackerlackor.
Artens utbredningsområde är Taiwan. Inga underarter finns listade i Catalogue of Life.